# Zen+
Zen+ — це кодове ім'я мікроархітектури процесора від AMD. Це наступник мікроархітектури Zen першого покоління, вперше випущеної в квітні 2018 року, що працює на другому поколінні процесорів Ryzen, відомому як Ryzen 2000 для звичайних настільних систем, Threadripper 2000 для високопродуктивних настільних комп’ютерів і Ryzen 3000G (замість 2000G) для (APU).

## Особливості

Знімок із середини Ryzen 5 2600

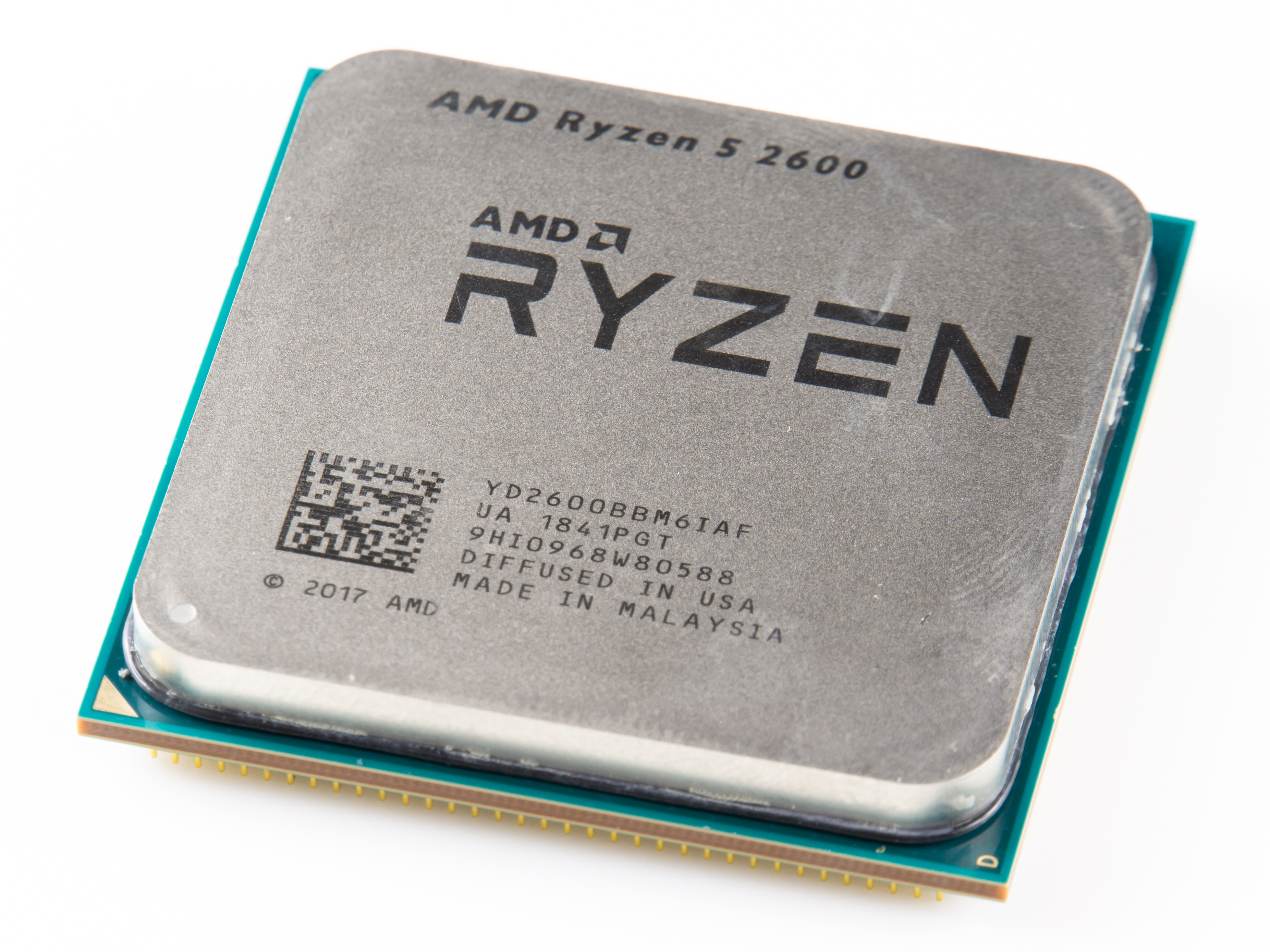
AMD Ryzen 5 2600

Процесори з мікроархітектурою Zen+ виготовляються фабрикою GlobalFoundries за процесом 12 нм, який є оптимізацією 14 нм процесу GlobalFoundries 14LPP, що використовувався для процесорів на базі ядра Zen. Між процесами були лише незначні зміни правил проектування. Це означає, що розміри кристала для продуктів Zen і Zen+ збігаються, тому що AMD віддала перевагу збільшити порожній простір між окремими, трохи меншими за розміром транзисторами з метою поліпшення енергоефективності та зменшення теплової щільності, відмовившись від повного перепроектування інтегральної схеми у більш компактний кристал. Така оптимізація техпроцесу дозволила ядрам Zen+ досягти більш високих тактових частот і знизити споживання енергії в порівнянні з продуктами на основі Zen, хоча в Zen+ проводилися лише незначні зміни самої мікроархітектури. Відомо про зміну регуляції частот залежно від навантаження, зменшення затримок доступу до кеш-пам'яті та оперативної пам'яті, збільшення пропускної спроможності кеш-пам'яті, покращену підтримку окремих частотних рішень пам'яті DDR4.
Zen+ покращує регулювання частоти окремих ядер на основі завантаження ядер та температур процесора. Ці зміни названі Precision Boost 2 та XFR2 (eXtended Frequency Range 2), представляють собою розвиток першого покоління таких технологій із Zen. Раніше в Zen опція XFR давала від 50 до 200 МГц приросту тактової частоти з кроком 25 МГц понад максимальні частоти Precision Boost clocks. Для Zen+ опція XFR2 не вказується як окремий модифікатор швидкості, а передає дані про температуру, потужність та властивості тактового сигналу в алгоритм Precision Boost 2 для автоматичного підстроювання частот і потужності в динамічному режимі. На цій мікроархітектурі була знижена латентність кешів. Якщо раніше латентність кешу L2 становила 17 тактів, то Zen+ потрібно 12 тактів для доступу до L2 кешу. Орієнтовна латентність L3 знизилася з 40 до 35 тактів у Zen+.
Сумарно зміни Zen+ призводять до приблизно 3% приросту в параметрі IPC порівняно з Zen. Також на 6% вище тактові частоти та сумарно відбувається 10% приріст продуктивності.

## Модельний ряд

### Настільні процесори
| Модель                          | Техпроцес          | Чиплетів          | Ядер (потоків)    | Конфігурація ядер | Частота (ГГц)     | Частота (ГГц)     | Кеш                            | Кеш               | Кеш                  | Сокет             | Смуг PCIe         | Підтримка пам'яті           | TDP               | Дата випуску      | Ціна              |                   |
| Модель                          | Техпроцес          | Чиплетів          | Ядер (потоків)    | Конфігурація ядер | Базова            | PB2               | L1                             | L2                | L3                   | Сокет             | Смуг PCIe         | Підтримка пам'яті           | TDP               | Дата випуску      | Ціна              |                   |
| Початкового рівня               | Початкового рівня  | Початкового рівня | Початкового рівня | Початкового рівня | Початкового рівня | Початкового рівня | Початкового рівня              | Початкового рівня | Початкового рівня    | Початкового рівня | Початкового рівня | Початкового рівня           | Початкового рівня | Початкового рівня | Початкового рівня | Початкового рівня |
| ------------------------------- | ------------------ | ----------------- | ----------------- | ----------------- | ----------------- | ----------------- | ------------------------------ | ----------------- | -------------------- | ----------------- | ----------------- | --------------------------- | ----------------- | ----------------- | ----------------- | ----------------- |
| Ryzen 3 1200 AF (12 nm refresh) | GloFo 12LP (14LP+) | 1 × CCD           | 4 (4)             | 1 × 4             | 3,1               | 3,4               | 64 КБ інст. 32 КБ дані на ядро | 512 КБ на ядро    | 8 МБ                 | AM4               | 24 (20+4)         | DDR4-2933 дво- канальний    | 65 Вт             | 04.2020           | $60               |                   |
| Ryzen 3 2300X                   | GloFo 12LP (14LP+) | 1 × CCD           | 4 (4)             | 1 × 4             | 3,5               | 4,0               | 64 КБ інст. 32 КБ дані на ядро | 512 КБ на ядро    | 8 МБ                 | AM4               | 24 (20+4)         | DDR4-2933 дво- канальний    | 65 Вт             | 10.09.2018        | OEM               |                   |
| Основні                         |                    |                   |                   |                   |                   |                   |                                |                   |                      |                   |                   |                             |                   |                   |                   |                   |
| Ryzen 5 2500X                   | GloFo 12LP (14LP+) | 1 × CCD           | 4 (8)             | 1 × 4             | 3,6               | 4,0               | 64 КБ інст. 32 КБ дані на ядро | 512 КБ на ядро    | 8 МБ                 | AM4               | 24 (20+4)         | DDR4-2933 дво- канальний    | 65 Вт             | 10.09.2018        | OEM               |                   |
| Ryzen 5 2600E                   | GloFo 12LP (14LP+) | 1 × CCD           | 6 (12)            | 2 × 3             | 3,1               | 4,0               | 64 КБ інст. 32 КБ дані на ядро | 512 КБ на ядро    | 16 MB 8 MB на CCX    | AM4               | 24 (20+4)         | DDR4-2667 дво- канальний    | 45 Вт             | 10.09.2018        | OEM               |                   |
| Ryzen 5 1600 AF (12 nm refresh) | GloFo 12LP (14LP+) | 1 × CCD           | 6 (12)            | 2 × 3             | 3,2               | 3,6               | 64 КБ інст. 32 КБ дані на ядро | 512 КБ на ядро    | 16 MB 8 MB на CCX    | AM4               | 24 (20+4)         | DDR4-2933 дво- канальний    | 65 Вт             | 11.10.2019        | $85               |                   |
| Ryzen 5 2600                    | GloFo 12LP (14LP+) | 1 × CCD           | 6 (12)            | 2 × 3             | 3,4               | 4,9               | 64 КБ інст. 32 КБ дані на ядро | 512 КБ на ядро    | 16 MB 8 MB на CCX    | AM4               | 24 (20+4)         | DDR4-2933 дво- канальний    | 65 Вт             | 19.04.2018        | $199              |                   |
| Ryzen 5 2600X                   | GloFo 12LP (14LP+) | 1 × CCD           | 6 (12)            | 2 × 3             | 3,6               | 4,2               | 64 КБ інст. 32 КБ дані на ядро | 512 КБ на ядро    | 16 MB 8 MB на CCX    | AM4               | 24 (20+4)         | DDR4-2933 дво- канальний    | 95 Вт             | 19.04.2018        | $229              |                   |
| Ryzen 5 2600X                   | GloFo 12LP (14LP+) | 1 × CCD           | 6 (12)            | 2 × 3             | 3,6               | 4,2               | 64 КБ інст. 32 КБ дані на ядро | 512 КБ на ядро    | 16 MB 8 MB на CCX    | AM4               | 24 (20+4)         | DDR4-2933 дво- канальний    | 95 Вт             | 23.11.2018        | £221.99           |                   |
| Підвищеної швидкодії            |                    |                   |                   |                   |                   |                   |                                |                   |                      |                   |                   |                             |                   |                   |                   |                   |
| Ryzen 7 2700E                   | GloFo 12LP (14LP+) | 1 × CCD           | 8 (16)            | 2 × 4             | 2,8               | 4,0               | 64 КБ інст. 32 КБ дані на ядро | 512 КБ на ядро    | 16 МБ 8 МБ на CCX    | AM4               | 24 (20+4)         | DDR4-2667 дво- канальний    | 45 Вт             | 11.09.2018        | OEM               |                   |
| Ryzen 7 2700                    | GloFo 12LP (14LP+) | 1 × CCD           | 8 (16)            | 2 × 4             | 3.2               | 4.1               | 64 КБ інст. 32 КБ дані на ядро | 512 КБ на ядро    | 16 МБ 8 МБ на CCX    | AM4               | 24 (20+4)         | DDR4-2933 дво- канальний    | 65 Вт             | 23.11.2018        | £285.49           |                   |
| Ryzen 7 2700                    | GloFo 12LP (14LP+) | 1 × CCD           | 8 (16)            | 2 × 4             | 3.2               | 4.1               | 64 КБ інст. 32 КБ дані на ядро | 512 КБ на ядро    | 16 МБ 8 МБ на CCX    | AM4               | 24 (20+4)         | DDR4-2933 дво- канальний    | 65 Вт             | 19.04.2018        | $299              |                   |
| Ryzen 7 Pro 2700                | GloFo 12LP (14LP+) | 1 × CCD           | 8 (16)            | 2 × 4             | 3,2               | 4,1               | 64 КБ інст. 32 КБ дані на ядро | 512 КБ на ядро    | 16 МБ 8 МБ на CCX    | AM4               | 24 (20+4)         | DDR4-2933 дво- канальний    | 65 Вт             | 04.2018           | OEM               |                   |
| Ryzen 7 Pro 2700X               | GloFo 12LP (14LP+) | 1 × CCD           | 8 (16)            | 2 × 4             | 3,6               | 4,1               | 64 КБ інст. 32 КБ дані на ядро | 512 КБ на ядро    | 16 МБ 8 МБ на CCX    | AM4               | 24 (20+4)         | DDR4-2933 дво- канальний    | 95 Вт             | 06.09.2018        | OEM               |                   |
| Ryzen 7 2700X                   | GloFo 12LP (14LP+) | 1 × CCD           | 8 (16)            | 2 × 4             | 3,7               | 4,3               | 64 КБ інст. 32 КБ дані на ядро | 512 КБ на ядро    | 16 МБ 8 МБ на CCX    | AM4               | 24 (20+4)         | DDR4-2933 дво- канальний    | 105 Вт            | 19.04.2018        | $329              |                   |
| High-End Desktop (HEDT)         |                    |                   |                   |                   |                   |                   |                                |                   |                      |                   |                   |                             |                   |                   |                   |                   |
| Ryzen Threadripper 2920X        | GloFo 12LP (14LP+) | 2 × CCD           | 12 (24)           | 4 × 3             | 3,5               | 4,3               | 64 КБ інст. 32 КБ дані на ядро | 512 КБ на ядро    | 32 МБ 8 МБ на CCX    | TR4               | 64 (60+4)         | DDR4-2933 чотири- канальний | 180 Вт            | 10.2018           | $649              |                   |
| Ryzen Threadripper 2950X        | GloFo 12LP (14LP+) | 2 × CCD           | 16 (32)           | 4 × 4             | 3,5               | 4,4               | 64 КБ інст. 32 КБ дані на ядро | 512 КБ на ядро    | 32 МБ 8 МБ на CCX    | TR4               | 64 (60+4)         | DDR4-2933 чотири- канальний | 180 Вт            | 31.08.2018        | $899              |                   |
| Ryzen Threadripper 1950X        | GloFo 12LP (14LP+) | 4 × CCD           | 24 (48)           | 8 × 3             | 3,0               | 4,2               | 64 КБ інст. 32 КБ дані на ядро | 512 КБ на ядро    | 64 MB МБ 8 MB на CCX | TR4               | 64 (60+4)         | DDR4-2933 чотири- канальний | 250 Вт            | 10.2018           | $1299             |                   |
| Ryzen Threadripper 2990WX       | GloFo 12LP (14LP+) | 4 × CCD           | 32 (64)           | 8 × 4             | 3,0               | 4,2               | 64 КБ інст. 32 КБ дані на ядро | 512 КБ на ядро    | 64 MB МБ 8 MB на CCX | TR4               | 64 (60+4)         | DDR4-2933 чотири- канальний | 250 Вт            | 13.08.2018        | $1799             |                   |

### Настільні APU
| Модель                   | Техпроцес | Центральний процесор | Центральний процесор | Центральний процесор | Центральний процесор           | Центральний процесор | Центральний процесор | Графічний процесор | Графічний процесор | Графічний процесор | Графічний процесор | Підтримка пам'яті        | TDP      | Дата виходу і ціна   |
| Модель                   | Техпроцес | Ядер (потоків)       | Частота (ГГц)        | Частота (ГГц)        | Кеш                            | Кеш                  | Кеш                  | Модель             | Конфігурація       | Частота            | GFLOPS             | Підтримка пам'яті        | TDP      | Дата виходу і ціна   |
| Модель                   | Техпроцес | Ядер (потоків)       | Базова               | Boost                | L1                             | L2                   | L3                   | Модель             | Конфігурація       | Частота            | GFLOPS             | Підтримка пам'яті        | TDP      | Дата виходу і ціна   |
| ------------------------ | --------- | -------------------- | -------------------- | -------------------- | ------------------------------ | -------------------- | -------------------- | ------------------ | ------------------ | ------------------ | ------------------ | ------------------------ | -------- | -------------------- |
| Athlon Pro 300GE         | 12 нм     | 2 (4)                | 3.4                  | Н/Д                  | 64 КБ інст. 32 КБ дані на ядро | 512 КБ на ядро       | 4 МБ                 | Vega 3             | 192:12:4 3 CU      | 1100 МГц           | 424.4              | DDR4-2667 дво- канальний | 35 Вт    | 30 вересня 2019 OEM  |
| Athlon Silver Pro 3125GE | 12 нм     | 2 (4)                | 3.4                  | Н/Д                  | 64 КБ інст. 32 КБ дані на ядро | 512 КБ на ядро       | 4 МБ                 | Vega 3             | 192:12:4 3 CU      | 1100 МГц           | 424.4              | DDR4-2667 дво- канальний | 35 Вт    | 21 липня 2020 OEM    |
| Athlon Gold 3150GE       | 12 нм     | 4 (4)                | 3.3                  | 3.8                  | 64 КБ інст. 32 КБ дані на ядро | 512 КБ на ядро       | 4 МБ                 | Vega 3             | 192:12:4 3 CU      | 1100 МГц           | 424.4              | DDR4-2933 дво- канальний | 35 Вт    | 21 липня 2020 OEM    |
| Athlon Gold Pro 3150GE   | 12 нм     | 4 (4)                | 3.3                  | 3.8                  | 64 КБ інст. 32 КБ дані на ядро | 512 КБ на ядро       | 4 МБ                 | Vega 3             | 192:12:4 3 CU      | 1100 МГц           | 424.4              | DDR4-2933 дво- канальний | 35 Вт    | 21 липня 2020 OEM    |
| Athlon Gold 3150G        | 12 нм     | 4 (4)                | 3.5                  | 3.9                  | 64 КБ інст. 32 КБ дані на ядро | 512 КБ на ядро       | 4 МБ                 | Vega 3             | 192:12:4 3 CU      | 1100 МГц           | 424.4              | DDR4-2933 дво- канальний | 45-65 Вт | 21 липня 2020 OEM    |
| Athlon Gold Pro 3150G    | 12 нм     | 4 (4)                | 3.5                  | 3.9                  | 64 КБ інст. 32 КБ дані на ядро | 512 КБ на ядро       | 4 МБ                 | Vega 3             | 192:12:4 3 CU      | 1100 МГц           | 424.4              | DDR4-2933 дво- канальний | 45-65 Вт | 21 липня 2020 OEM    |
| Ryzen 3 3200GE           | 12 нм     | 4 (4)                | 3.3                  | 3.8                  | 64 КБ інст. 32 КБ дані на ядро | 512 КБ на ядро       | 4 МБ                 | Vega 8             | 512:32:16 8 CU     | 1200 МГц           | 1228.8             | DDR4-2933 дво- канальний | 35 Вт    | 9 липня 2019 OEM     |
| Ryzen 3 Pro 3200GE       | 12 нм     | 4 (4)                | 3.3                  | 3.8                  | 64 КБ інст. 32 КБ дані на ядро | 512 КБ на ядро       | 4 МБ                 | Vega 8             | 512:32:16 8 CU     | 1200 МГц           | 1228.8             | DDR4-2933 дво- канальний | 35 Вт    | 30 вересня 2019 OEM  |
| Ryzen 3 3200G            | 12 нм     | 4 (4)                | 3.6                  | 4.0                  | 64 КБ інст. 32 КБ дані на ядро | 512 КБ на ядро       | 4 МБ                 | Vega 8             | 512:32:16 8 CU     | 1250 МГц           | 1280               | DDR4-2933 дво- канальний | 45-65 Вт | 7 липня 2019 US $99  |
| Ryzen 3 Pro 3200G        | 12 нм     | 4 (4)                | 3.6                  | 4.0                  | 64 КБ інст. 32 КБ дані на ядро | 512 КБ на ядро       | 4 МБ                 | Vega 8             | 512:32:16 8 CU     | 1250 МГц           | 1280               | DDR4-2933 дво- канальний | 45-65 Вт | 30 вересня 2019 OEM  |
| Ryzen 5 Pro 3350GE       | 12 нм     | 4 (8)                | 3.3                  | 3.9                  | 64 КБ інст. 32 КБ дані на ядро | 512 КБ на ядро       | 4 МБ                 | RX Vega 10         | 640:40:16 10 CU    | 1200 МГц           | 1536               | DDR4-2933 дво- канальний | 35 Вт    | 21 липня 2020 OEM    |
| Ryzen 5 Pro 3350G        | 12 нм     | 4 (8)                | 3.6                  | 4.0                  | 64 КБ інст. 32 КБ дані на ядро | 512 КБ на ядро       | 4 МБ                 | RX Vega 10         | 640:40:16 10 CU    | 1300 МГц           | 1664               | DDR4-2933 дво- канальний | 45-65 Вт | 21 липня 2020 OEM    |
| Ryzen 5 3400GE           | 12 нм     | 4 (8)                | 3.3                  | 4.0                  | 64 КБ інст. 32 КБ дані на ядро | 512 КБ на ядро       | 4 МБ                 | RX Vega 11         | 704:44:16 11 CU    | 1300 МГц           | 1830.4             | DDR4-2933 дво- канальний | 35 Вт    | 7 липня 2019 OEM     |
| Ryzen 5 Pro 3400GE       | 12 нм     | 4 (8)                | 3.3                  | 4.0                  | 64 КБ інст. 32 КБ дані на ядро | 512 КБ на ядро       | 4 МБ                 | RX Vega 11         | 704:44:16 11 CU    | 1300 МГц           | 1830.4             | DDR4-2933 дво- канальний | 35 Вт    | 30 вересня 2019 OEM  |
| Ryzen 5 3400G            | 12 нм     | 4 (8)                | 3.7                  | 4.2                  | 64 КБ інст. 32 КБ дані на ядро | 512 КБ на ядро       | 4 МБ                 | RX Vega 11         | 704:44:16 11 CU    | 1400 МГц           | 1971.2             | DDR4-2933 дво- канальний | 45-65 Вт | 7 липня 2019 US $149 |
| Ryzen 5 Pro 3400G        | 12 нм     | 4 (8)                | 3.7                  | 4.2                  | 64 КБ інст. 32 КБ дані на ядро | 512 КБ на ядро       | 4 МБ                 | RX Vega 11         | 704:44:16 11 CU    | 1400 МГц           | 1971.2             | DDR4-2933 дво- канальний | 45-65 Вт | 30 вересня 2019 OEM  |

### Мобільні
| Модель            | Техпроцес          | Центральний процесор | Центральний процесор | Центральний процесор | Центральний процесор           | Центральний процесор | Центральний процесор | Графічний процесор | Графічний процесор | Графічний процесор | Графічний процесор | Підтримка пам'яті        | TDP   | Дата виходу     | Серійний номер |
| Модель            | Техпроцес          | Ядер (потоків)       | Частота (ГГц)        | Частота (ГГц)        | Кеш                            | Кеш                  | Кеш                  | Модель             | Конфігурація       | Частота            | GFLOPS             | Підтримка пам'яті        | TDP   | Дата виходу     | Серійний номер |
| Модель            | Техпроцес          | Ядер (потоків)       | Базова               | Boost                | L1                             | L2                   | L3                   | Модель             | Конфігурація       | Частота            | GFLOPS             | Підтримка пам'яті        | TDP   | Дата виходу     | Серійний номер |
| ----------------- | ------------------ | -------------------- | -------------------- | -------------------- | ------------------------------ | -------------------- | -------------------- | ------------------ | ------------------ | ------------------ | ------------------ | ------------------------ | ----- | --------------- | -------------- |
| Ryzen 3 3300U     | GloFo 12LP (14LP+) | 4 (4)                | 2.1                  | 3.5                  | 64 КБ інст. 32 КБ дані на ядро | 512 КБ на ядро       | 4 МБ                 | Vega 6             | 384:24:8 6 CU      | 1200 МГц           | 921.6              | DDR4-2400 дво- канальний | 15 Вт | 6 січня 2019    | YM3300C4T4MFG  |
| Ryzen 3 PRO 3300U | GloFo 12LP (14LP+) | 4 (4)                | 2.1                  | 3.5                  | 64 КБ інст. 32 КБ дані на ядро | 512 КБ на ядро       | 4 МБ                 | Vega 6             | 384:24:8 6 CU      | 1200 МГц           | 921.6              | DDR4-2400 дво- канальний | 15 Вт | 6 січня 2019    | YM330BC4T4MFG  |
| Ryzen 5 3500U     | GloFo 12LP (14LP+) | 4 (8)                | 2.1                  | 3.7                  | 64 КБ інст. 32 КБ дані на ядро | 512 КБ на ядро       | 4 МБ                 | Vega 8             | 512:32:16 8 CU     | 1200 МГц           | 1228.8             | DDR4-2400 дво- канальний | 15 Вт | 6 січня 2019    | YM3500C4T4MFG  |
| Ryzen 5 PRO 3500U | GloFo 12LP (14LP+) | 4 (8)                | 2.1                  | 3.7                  | 64 КБ інст. 32 КБ дані на ядро | 512 КБ на ядро       | 4 МБ                 | Vega 8             | 512:32:16 8 CU     | 1200 МГц           | 1228.8             | DDR4-2400 дво- канальний | 15 Вт | 6 січня 2019    | YM350BC4T4MFG  |
| Ryzen 5 3500C     | GloFo 12LP (14LP+) | 4 (8)                | 2.1                  | 3.7                  | 64 КБ інст. 32 КБ дані на ядро | 512 КБ на ядро       | 4 МБ                 | Vega 8             | 512:32:16 8 CU     | 1200 МГц           | 1228.8             | DDR4-2400 дво- канальний | 15 Вт | 22 вересня 2020 | YM350CC4T4MFG  |
| Ryzen 5 3550H     | GloFo 12LP (14LP+) | 4 (8)                | 2.1                  | 3.7                  | 64 КБ інст. 32 КБ дані на ядро | 512 КБ на ядро       | 4 МБ                 | Vega 8             | 512:32:16 8 CU     | 1200 МГц           | 1228.8             | DDR4-2400 дво- канальний | 35 Вт | 6 січня 2019    | YM3500C4T4MFG  |
| Ryzen 5 3580U     | GloFo 12LP (14LP+) | 4 (8)                | 2.1                  | 3.7                  | 64 КБ інст. 32 КБ дані на ядро | 512 КБ на ядро       | 4 МБ                 | Vega 9             | 576:36:16 9 CU     | 1300 МГц           | 1497.6             | DDR4-2400 дво- канальний | 15 Вт | Жовтень 2019    |                |
| Ryzen 7 3700U     | GloFo 12LP (14LP+) | 4 (8)                | 2.3                  | 4.0                  | 64 КБ інст. 32 КБ дані на ядро | 512 КБ на ядро       | 4 МБ                 | Vega 10            | 640:40:16 10 CU    | 1400 МГц           | 1792.0             | DDR4-2400 дво- канальний | 15 Вт | 6 січня 2019    | YM3700C4T4MFG  |
| Ryzen 7 PRO 3700U | GloFo 12LP (14LP+) | 4 (8)                | 2.3                  | 4.0                  | 64 КБ інст. 32 КБ дані на ядро | 512 КБ на ядро       | 4 МБ                 | Vega 10            | 640:40:16 10 CU    | 1400 МГц           | 1792.0             | DDR4-2400 дво- канальний | 15 Вт | 6 січня 2019    | YM370BC4T4MFG  |
| Ryzen 7 3700C     | GloFo 12LP (14LP+) | 4 (8)                | 2.3                  | 4.0                  | 64 КБ інст. 32 КБ дані на ядро | 512 КБ на ядро       | 4 МБ                 | Vega 10            | 640:40:16 10 CU    | 1400 МГц           | 1792.0             | DDR4-2400 дво- канальний | 15 Вт | 22 вересня 2020 | YM370CC4T4MFG  |
| Ryzen 7 3750H     | GloFo 12LP (14LP+) | 4 (8)                | 2.3                  | 4.0                  | 64 КБ інст. 32 КБ дані на ядро | 512 КБ на ядро       | 4 МБ                 | Vega 10            | 640:40:16 10 CU    | 1400 МГц           | 1792.0             | DDR4-2400 дво- канальний | 35 Вт | 6 січня 2019    | YM3700C4T4MFG  |
| Ryzen 7 3780U     | GloFo 12LP (14LP+) | 4 (8)                | 2.3                  | 4.0                  | 64 КБ інст. 32 КБ дані на ядро | 512 КБ на ядро       | 4 МБ                 | Vega 11            | 704:44:16 11 CU    | 1400 МГц           | 1971.2             | DDR4-2400 дво- канальний | 15 Вт | Жовтень 2019    |                |